# 漢密爾頓·傑弗斯
| (58093) 1934 JP | 1934年5月9日 | MPC[1] |

漢密爾頓·摩爾·傑弗斯（英語：Hamilton Moore Jeffers，1893年10月13日—1976年5月28日）是一名美國天文學家，也是小行星帶內部地區的小行星58093的發現者。小行星1934於1976年2月以他的名字命名（M.P.C. 3938）。
傑弗斯出生在賓夕法尼亞州塞維克利，父親是長老教會牧師威廉·漢密爾頓·傑弗斯（William Hamilton Jeffers），母親是安妮·羅賓遜·塔特爾（Annie Robinson Tuttle，比丈夫小23歲）。他的哥哥羅賓遜·傑弗斯日後成為著名詩人。
他於1917年畢業於加利福尼亞大學柏克萊分校，並於1921年獲得該校的天文學博士學位。作為一名研究生，他在該大學的利克天文台因其優質的彗星觀測而備受矚目。
1921年2月，他成為愛荷華州立大學的天文學講師，並在該校任教不到三年。1924年，他成為利克天文台的助理天文學家，一直到1961年退休為止，只有1941年到1945年這段期間例外，在這段期間他請假為戰爭做貢獻。1933年，他成為副天文學家；1938年，他成為正式天文學家。
傑弗斯以其工作的準確性和精確度著稱，其中包括對雙星的廣泛觀測。
在戰爭年代，傑弗斯先是在麻省理工學院的輻射實驗室工作，然後在阿拉斯加和印度擔任行動分析師。傑弗斯於1950年與妻子鮑比（Bobbe）結婚。退休後，傑弗斯成為利克天文台的榮譽天文學家。他退休後住在卡梅爾高地。